# 戸田愛子
戸田 愛子（とだ あいこ）は日本で活動しているミュージカル俳優およびオペラ歌手である。劇団四季所属。千葉県出身。

## 来歴
渋谷教育学園幕張高等学校を経て千葉大学教育学部に入学し、大学時代は競技ダンス部で活動していた。大学卒業後はゼネコン就職したが退職し、日本オペラ振興会を経て藤原歌劇団へ入団しオペラ歌手として活動していた。2004年10月に劇団四季のオーディションに合格し、四季へ移籍する。オンディーヌのサランボー役が四季での初舞台出演となり、その後も舞台出演を続け、2012年には壁抜け男のM嬢/公務員役を演じる。2013年頃に劇団四季を退団したが、2020年頃に再入団している。

## 主な出演作品
- オンディーヌ（2005年）サランボー
- オペラ座の怪人（2005年）マダム・ジリー
- 鹿鳴館（2009年）華族
- 壁抜け男（2012年）M嬢/公務員
- 美女と野獣（2022年）タンス夫人[2]

※括弧内の年は初出演年